# あぁ、グッと
「あぁ、グッと」は、近藤真彦の26作目のシングル。1988年9月14日発売された。発売元はCBS/SONY RECORDS。

## 背景
1988年末に行われた『第39回NHK紅白歌合戦』にて表題曲を披露。初出場の『第32回NHK紅白歌合戦』（1981年）から、8年連続8回目出場を果たす。
2006年1月1日に発売された、歌手デビュー25周年記念商品『マッチ箱 〜25th Anniversary Complete Singles Edition〜』に、B面曲を含めてマキシシングルサイズで復刻された。CD-BOXのみで、個別販売はしていない。ほか、2007年2月7日に発売されたベスト・アルバム『MATCHY★BEST II』に、デジタル・リマスタリングが施された高音質で収録された。

## 制作
初めて吉田拓郎から提供を受けた作品。女性アイドルへの楽曲提供は比較的多い拓郎だが、男性アイドルへ提供するのは稀有であり、この楽曲が拓郎にとって初となるジャニーズ事務所所属歌手への提供作品となった。
作詞の康珍化は本作以降、拓郎と数多くの作品を制作。1991年発売「友あり」、フジテレビ系『LOVE LOVE あいしてる』の主題歌である「全部だきしめて」などを手がけた。

## 記録
この作品で、第30回日本レコード大賞の金賞を受賞した。

## 収録曲
1. あぁ、グッと
作詞：康珍化／作曲：吉田拓郎／編曲：松下誠・中村哲
2. 遠くへ行きたい
作詞：ちあき哲也／作曲：長沢ヒロ／編曲：戸塚修

## カバー
| アーティスト | 収録作品                                                                  | 発売日         | 規格品番                | 備考                                                               |
| あぁ、グッと | あぁ、グッと                                                              | あぁ、グッと   | あぁ、グッと            | あぁ、グッと                                                       |
| ------------ | ------------------------------------------------------------------------- | -------------- | ----------------------- | ------------------------------------------------------------------ |
| 吉田拓郎     | イン・ビッグ・エッグ Part 2                                               | 1989年7月21日  | VHS:V38M-4023           | セルフカバー                                                       |
| 吉田拓郎     | イン・ビッグ・エッグ Part 2                                               | 1989年7月21日  | LD:JF-0350024           | セルフカバー                                                       |
| 吉田拓郎     | '89 TAKURO YOSHIDA in BIG EGG                                             | 1996年4月19日  | VHS:FLVF-08520          | セルフカバー                                                       |
| 吉田拓郎     | 吉田拓郎 2019 -Live 73 years- in NAGOYA / Special EP Disc「てぃ〜たいむ」 | 2019年10月30日 | DVD+CD:AVBD-92860/B     | セルフカバー 特典CDであるSpecial EP Disc「てぃ〜たいむ」のみ収録。 |
| 吉田拓郎     | 吉田拓郎 2019 -Live 73 years- in NAGOYA / Special EP Disc「てぃ〜たいむ」 | 2019年10月30日 | Blu-ray+CD:AVXD-92861/B | セルフカバー 特典CDであるSpecial EP Disc「てぃ〜たいむ」のみ収録。 |